# Alberto Monsaraz
Alberto de Monsaraz (Lisboa, 28 de Fevereiro de 1889 — Lisboa, 23 de Janeiro de 1959), o 2.º conde de Monsaraz, foi um político e poeta cultor do parnasianismo histórico. Militante monárquico, opôs-se activamente ao regime republicano, o que o forçou repetidamente ao exílio. Aderiu ao movimento do Integralismo Lusitano tendo dirigido os seus órgãos de imprensa, nomeadamente A Monarquia e Nação Portuguesa, tornando-se numa das suas figuras centrais. Após a instauração do regime do Estado Novo, assumiu as funções de secretário-geral do Movimento Nacional-Sindicalista, liderado por Francisco Rolão Preto, acabando por ser novamente forçado ao exílio quando o movimento foi proscrito pelo regime salazarista.

## Biografia
Nasceu em  Lisboa, filho de António de Macedo Papança, um advogado, poeta e político monárquico que em 1890 seria elevado a 1.º conde de Monsaraz por decreto do rei D. Carlos I de Portugal.
Em 1906 matriculou-se no curso de Direito da Universidade de Coimbra, curso que apenas viria a concluir em 1915, com 18 valores, devido à sua militância pró-monárquica o ter entretanto forçado um período de exílio. Enquanto estudante em Coimbra foi activo colaborador do jornal Pátria Nova, um periódico ligado à direita monárquica. Tem ainda colaboração nas revistas Serões (1901-1911), A Sátira (1911), Contemporânea [1915]-1926, e na  Revista de turismo iniciada em 1916.
Quando a 4 de Outubro de 1911 se deu a incursão monárquica comandada por Henrique Mitchell de Paiva Couceiro, cujas forças entram em Portugal por Cova de Lua, Espinhosela e Vinhais, vila onde foi hasteada na varanda da Câmara Municipal a bandeira azul e branca da Monarquia Constitucional Portuguesa, e convergiram sobre Chaves, Alberto Monsaraz foi um dos estudantes de Coimbra que aderiram ao movimento e se tentaram juntar às forças revoltosas. Em consequência, quando três dias mais tarde a incursão monárquica foi derrotada pelas forças republicanas e as tropas de Paiva Couceiro foram forçadas a retirar para a Galiza, foi forçado a interromper os estudos e a refugiar-se no exílio, fixando-se em Paris.
Em Paris associou-se a outros jovens monárquicos portugueses ali exilados, criando amizades que seriam determinantes na sua evolução política nos anos imediatos.
Regressado a Portugal, em 1914 foi um dos fundadores do Integralismo Lusitano, com José Hipólito Raposo, José Adriano Pequito Rebelo e António Sardinha. O seu desafogo financeiro familiar permitiu-lhe fundar e financiar diversos periódicos ligados ao movimento integralista, entre os quais a Nação Portuguesa, a Ideia Nacional e A Monarquia.
Terminado o curso, afirmou-se como um empenhado militante monárquico, opondo-se activamente ao regime republicano implantado pela Revolução de 5 de Outubro de 1910. Quando, em Janeiro de 1919, Paiva Couceiro voltou a tentar o derrube do regime republicano pela via da força e proclamou a Monarquia do Norte, Alberto Monsaraz foi um dos aderentes, juntando-se às forças entrincheiradas no Forte de Monsanto. Ficou gravemente ferido no combate de Monsanto, Lisboa, travado a 24 de Janeiro de 1919, no qual as tropas republicanas esmagaram a revolta monárquica. Em resultado dos ferimentos recebidos, perdeu o rim direito e ficou com um estilhaço de granada permanentemente alojado no fígado, o que deteriorou em definitivo a sua saúde.
O seu envolvimento liderante no Integralismo Lusitano levou a que integrasse a Junta Central daquele movimento, envolvendo-se ativamente na disputa sobre os direitos de sucessão na Casa Real Portuguesa após o falecimento sem filhos do deposto rei D. Manuel II de Portugal. Nessa questão associou-se a Luís de Almeida Braga no seu apoio às pretensões de Duarte Nuno de Bragança. As divisões em torno da questão da sucessão na Casa de Bragança, com o aparecimento de tendências distintas no seio do movimento integralista, acabaram por levar Alberto Monsaraz a renunciar, em 1925, ao seu lugar na Junta Central do movimento.
A sua demissão da Junta Central do Integralismo Lusitano levou a que se afastasse do movimento. Influenciado pela leitura das obras de Georges Sorel e do seu discípulo Georges Valois, acabou por aderir à ideologia do nacional sindicalismo. Essa adesão levou a que se transformasse numa das figuras liderantes do Movimento Nacional-Sindicalista, os camisas azuis, sendo escolhido em 1933 para o cargo de secretário-geral daquele movimento, então chefiado por Francisco Rolão Preto.
Quando em 1935 António de Oliveira Salazar resolveu pôr termo à fogosidade pró-fascista do Movimento Nacional Sindicalista, Alberto Monsaraz, tal como Rolão Preto, foi obrigado a exilar-se para Espanha.
A perseguição salazarista levou Alberto Monsaraz a extremar a sua posição ideológica, assumindo-se como de extrema direita e próximo do nazismo, declarando Adolf Hitler como o seu ídolo político. Esta sua adesão ao nazismo foi de curta duração e em 1936, quando foi autorizado a regressar a Portugal, Alberto Monsaraz já repudiara o nacional-socialismo e voltara a advogar o integralismo monárquico.
Acabaria por se assumir como um crítico coerente do Estado Novo e um feroz adversário de Oliveira Salazar, cujo nome se recusava a pronunciar: Também se dedicou ao jornalismo, opondo-se sempre à censura.
Como poeta destacou-se sobretudo por cultivar um parnasianismo histórico.

## Algumas obras publicadas
- 1909 - Romper de Alva
- 1911 - Sol Criador
- 1920 - Da Saudade e do Amor
- 1946 - Respiração Mental: O Problema da Censura

## Genealogia
Foi filho de António de Macedo Papança, 1.º conde de Monsaraz, e de sua esposa Amélia Augusta Fernandes Coelho Simões. Casou com Maria Luísa de Azevedo Coelho Bacelar Corsino Caldeira, tendo o casal  dois filhos, Flávia de Monsaraz e António Duarte Nuno de Azevedo de Monsaraz.